# Hilltop Hoods

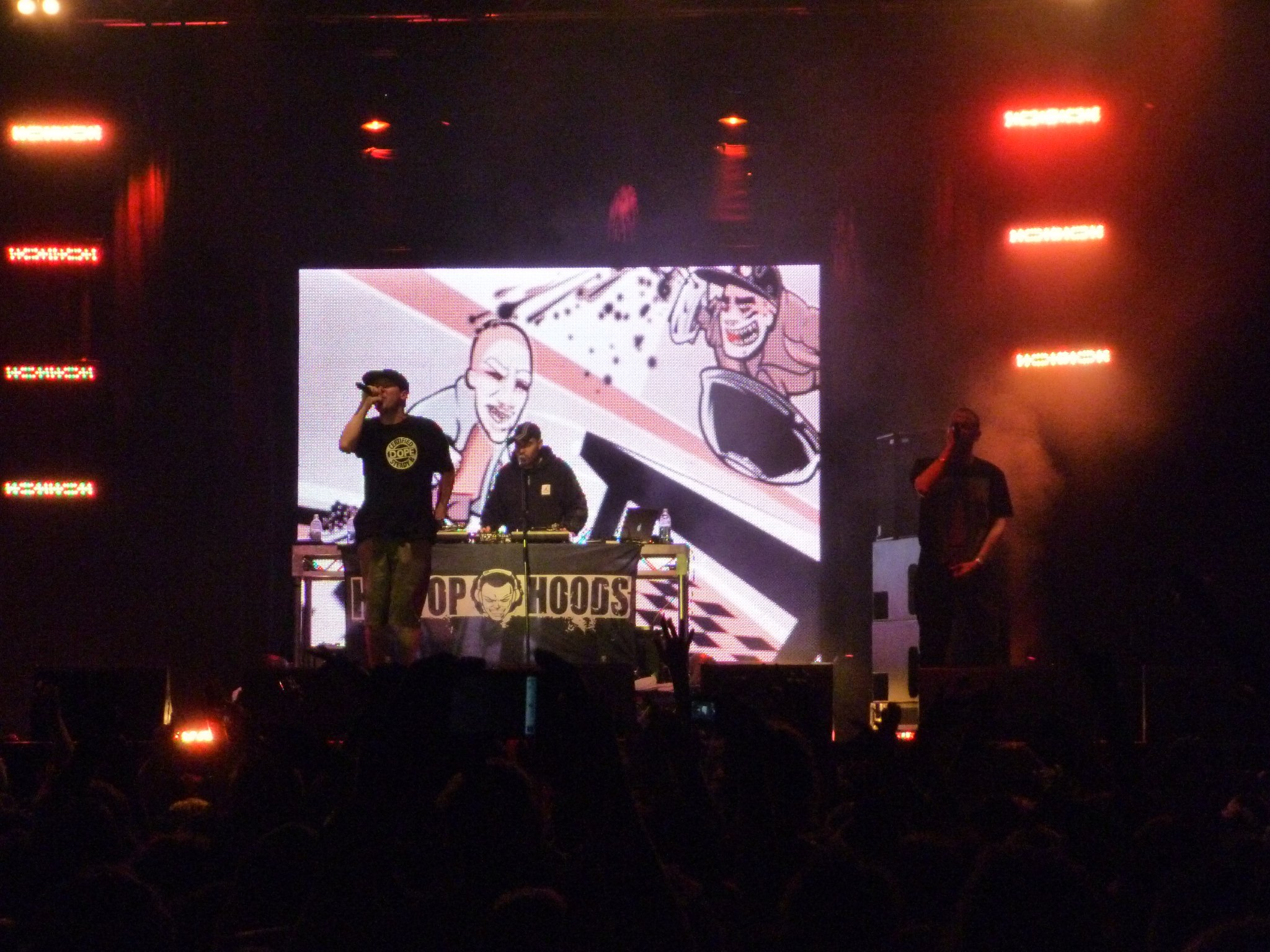
Hilltop Hoods 2009

Hilltop Hoods est un groupe de hip-hop australien originaire d'Adélaïde.